# Джон Людвіг Еміль Дреєр
Джон Людвіґ Еміль Дреєр (дан. Johan Ludvig Emil Dreyer, англ. John Louis Emil Dreyer; 13 лютого, 1852, Копенгаген — 14 вересня, 1926, Оксфорд) — ірландський астроном данського походження.

### Біографічні відомості
Дреєр народився і виріс у Копенгагені. У віці 22 років він залишив Данію і вирушив до Ірландії, щоб працювати помічником Лоуренса Парсонса, сина і спадкоємця Вільяма Парсонса, третього лорда Росса, який побудував телескоп «Парсонстаунський левіафан». 1878 року він перейшов до Дансінкської обсерваторії, а 1882 року — до обсерваторії в місті Арма, де працював директором до 1916 року.
Основні наукові роботи належать до зоряної астрономії і історії астрономії. Склав відомий «Новий загальний каталог туманностей і зоряних скупчень» (NGC), опублікований 1888 року, і доповнення до нього — IC-I (1895) і IC-II (1908). Написав книгу-біографію Тихо Браге і дослідження історії вивчення Сонячної системи від VI ст. до н. е. до створення геліоцентричної системи світу. Великою заслугою Дреєра є підготовка до друку і видання праць Вільяма Гершеля та Тихо Браге.
Президент Лондонського королівського астрономічного товариства (1923—1924).
Його головною роботою зазвичай вважають Новий загальний каталог туманностей і скупчень зірок, які він упорядкував 1888 року і надалі розширив двома індексними каталогами (IC-I — 1895 року, та IC-II — 1908). Остаточний каталог містить понад 13 000 об'єктів, він і досі використовується астрономами.
1916 року Дреєр отримав золоту медаль Королівського астрономічного товариства. Один із місячних кратерів названо на його честь.